# Districtul Dabas
Dabas (în maghiară Dabasi járás) este un district în județul Pest, Ungaria.
Districtul are o suprafață de 614,23 km2 și o populație de 48.746 locuitori (2013).